# Грубая сила (фильм, 1914)
«Грубая сила» (англ. Brute Force) — американский немой короткометражный драматический фильм Дэвида Уорка Гриффита.

## Сюжет
Фильм рассказывает о племени пещерных людей, которых атаковали доисторические чудовища.
Герои фильма — пещерные люди, замотанные в шкуры и небритые. Пещерный человек показан вместе с динозаврами (первое появление динозавров в кино).

## В ролях
| Актёр             | Роль           |
| ----------------- | -------------- |
| Роберт Херрон     | Гарри Фоулкнер |
| Мэй Марш          |                |
| Уильям Дж. Батлер |                |
| Уилфред Лукас     |                |
| Альфред Пегит     |                |
| Дженни Ли         |                |
| Эдвин Аугуст      |                |
| Лайонел Бэрримор  |                |
| Гарри Кэри        |                |